# Raul Brandão
Raul Germano Brandão (Porto, Foz do Douro, 12 de março de 1867 – Lisboa, Lapa, 5 de dezembro de 1930), militar, jornalista e escritor português, famoso pelo realismo das suas descrições e pelo lirismo da linguagem.

## Biografia
Filho de José Germano Brandão, negociante, e de Laurinda Laurentina Ferreira de Almeida Brandão, Raul Germano Brandão nasceu a 12 de Março de 1867, na Foz do Douro, localidade onde passou a sua adolescência e mocidade. Sendo descendente de pescadores, o mar foi tema recorrente da sua obra.
Depois de uma passagem menos feliz por um colégio do Porto, Raul Brandão gravita para o grupo dos nefelibatas, sendo sob seu signo que desperta para o mundo das letras e publica suas primeiras obras. Em 1891, terminado o curso secundário e depois de breve passagem, como ouvinte, pelo Curso Superior de Letras, matricula-se na Escola do Exército. Com esse ingresso, ao que parece a contragosto, inicia uma carreira militar caracterizada por longas permanências no Ministério da Guerra, envolvido na máquina burocrática militar. Nas suas próprias palavras: "no tempo em que fui tropa vivi sempre enrascado." Paralelamente, mantém uma carreira de jornalista e vai publicando extensa obra literária. Encontra-se colaboração da sua autoria no semanário O Micróbio (1894–1895) e nas revistas Brasil-Portugal (1899–1914), Revista nova  (1901–1902), Serões (1901–1911) e Homens Livres (1923).
Em 1896, foi colocado no Regimento de Infantaria 20, em Guimarães, onde conhece Maria Angelina de Araújo Abreu, com quem se casa a 11 de Março de 1897. Inicia, então, a construção de uma casa, a "Casa do Alto", na freguesia de Nespereira, nos arredores daquela cidade. Aí se fixará em definitivo, embora com prolongadas estadas em Lisboa e noutras cidades. Reformado no posto de capitão, em 1912, inicia a fase mais fecunda da sua produção literária.
Raul Brandão visitou os Açores no Verão de 1924, numa viagem feita a título pessoal, mas que coincidiu, em parte, com a "Visita dos Intelectuais", então organizada sob a égide dos autonomistas, particularmente de José Bruno Carreiro e do seu jornal, o «Correio dos Açores». Dessa viagem, que durou cerca de dois meses (mais demorada, portanto, que a dos intelectuais convidados por Bruno Carreiro), resultou a publicação da obras As ilhas desconhecidas - Notas e paisagens (Lisboa, 1927), uma das obras que mais influíram na formação da imagem interna e externa dos Açores. Basta dizer que é em As ilhas desconhecidas que se inspira o conhecido código de cores das ilhas açorianas: Terceira, ilha lilás; Pico, ilha negra; S. Miguel, ilha verde…
Faleceu de aneurisma na Rua de São Domingos à Lapa, número 44, primeiro, a 5 de Dezembro de 1930, aos 63 anos de idade, após sofrer síncope cardíaca, no dia anterior. Foi sepultado no Cemitério dos Prazeres, e, em 1934, trasladado para o Cemitério de Guimarães, onde repousa até hoje.
Deixou uma extensa obra literária e jornalística que muito influenciou a literatura em língua portuguesa com o seu lirismo e profundidade filosófica, marcando o seu comprometimento ético e social, numa linguagem forte de contrastes, contradições e rupturas que prefiguram a modernidade do século XX. "Húmus" é sua obra maior, inovando na narrativa sem enredo nem personagens, a que chamaram anti-romance. Eduardo Lourenço considera que “o único personagem das quase-ficções de Raul Brandão é a própria ficção que agoniza ou indefinidamente clama a impossibilidade da ficção”, cita Luci Ruas (da UFRJ em artigo da ogolobo.com em 12-01-2018), a que acrescenta que no seu grito simultaneamente individual e colectivo, este autor coincide com Freud e Nietzsche e antecipa o movimento do Orpheu. (ver aqui)
Entre outras homenagens a Raul Brandão, destacam-se:
- O seu site oficial, onde se podem encontrar leituras da sua obra por autores actuais;
- As realizadas em Portugal ao longo do ano de 2017, nos 100 anos da publicação de "Húmus", noticiadas aqui;
- A Biblioteca Municipal de Guimarães, com o seu nome;
- Em 1950, a Câmara Municipal de Lisboa homenageou o escritor dando seu nome a uma rua na zona de Alvalade.[8]

## Obras publicadas
- Impressões e Paisagens (1890);
- História de um Palhaço (1896);
- O Padre (1901);
- A Farsa (1903);
- Os Pobres (1906) (eBook);
- El-Rei Junot (1912);
- A Conspiração de 1817 (1914);
- Húmus (1917) (eBook);
- Memórias (Vol. I), (1919) (eBook);
- Teatro (1923);
- Os Pescadores (1923);
- Memórias (Vol. II), (1925);
- A Morte do Palhaço e o Mistério das Árvores (1926);
- As Ilhas Desconhecidas (1927);
- Jesus Cristo em Lisboa, em colaboração com Teixeira de Pascoaes, (1927);
- O Avejão (1929) (teatro);
- Portugal Pequenino, em colaboração com Maria Angelina Brandão, (1930);
- O Pobre de Pedir (1931) (Edição Póstuma);
- Vale de Josafat (Vol. III das Memórias), (1933) (Edição Póstuma).

## Obras disponíveis em formato digital na Internet
- Obras de Raul Brandão em Luso Livros
- Os Pobres
- A Morte do Palhaço
- Húmus
- A Farsa
- O Gebo e a Sombra
- O Rei Imaginário
- O Doido e a Morte
- O Avejão
- Memórias
- LUFT, Celso Pedro. Dicionário de literatura portuguesa e brasileira. Rio de Janeiro: Ed. Globo, 2ª edição, 1969.